# Gazsó Ferenc
Gazsó Ferenc (Békésszentandrás, 1932. október 8. – Budapest, 2018. június 26.) magyar szociológus, egyetemi tanár.

## Életpályája
1954-ben a Marx Károly Közgazdaságtudományi Egyetemen szerzett diplomát, majd 1957-ig aspiránsként dolgozott. 1957-ben letartoztatták és Kistarcsára internálták. 1959-ig rendőri felügyelet alatt állt és munkanélküli volt. 1959 és 1963 között tanár volt. 1964 és 1970 között a Fővárosi Pedagógiai Intézet szociológusa, 1970 és 1979 között a Társadalomtudományi Intézet tudományos kutatója, 1979 és 1983 között a Marx Károly Közgazdaságtudományi Egyetem tanszékvezető egyetemi tanára volt.
1983 és 1989 között művelődésügyi miniszterhelyettesként tevékenykedett, majd, 1989-90-ben a Minisztertanács Tanácsadó Testületének tagja volt. 1989 és 2002 között a Budapesti Tudományegyetemen a szociológiai tanszék egyetemi tanára volt. A Magyar Tudományos Akadémia Politikatudományi Intézetének osztályvezetője, 1998-tól a Századvég Politikai Iskola megbízott igazgatója volt. 2006 és 2012 között a Prima Primissima díj Társadalmi Tanácsadó Testületének a tagja volt
1975-től a szociológiai tudomány kandidátusa volt. Kutatási területe a politikai rendszerváltás szociális környezete és az új demokratikus képzési-nevelési-szocializációs modellek volt.

## Díjai, elismerései
- Sisyphus díj (2003)
- A Magyar Érdemrend középkeresztje a csillaggal (2012)

## Főbb művei
- Pályák vonzásában (1970)
- Diákéletmód Budapesten (1971, Pataki Ferenccel és Várhegyi Györggyel)
- A szakmunkásképzés néhány társadalmi összefüggése (1975)
- Iskolarendszer és társadalmi mobilitás (1976)
- Dolgozó ifjúság, orientációk és életutak (1984)
- A magyar ifjúság a nyolcvanas években (1984, többekkel)
- Megújuló egyenlőtlenségek. Társadalom, iskola, ifjúság; Kossuth, Bp., 1988
- Rendszerváltozás és ifjúság (1992, társszerkesztő)
- Törvény és iskola (1992, szerkesztő Mihály Ottóval és Halász Gáborral)
- Vesztesek. Ifjúság az ezredfordulón; szerk. Gazsó Ferenc, Stumpf István; Ezredforduló Alapítvány, Bp., 1995
- Esélyek és orientációk (1999, Laki Lászlóval)
- Fiatalok az új kapitalizmusban (2004, Laki Lászlóval)
- Gazsó Ferenc–Laki László–Pitti Zoltán: Társadalmi zárványok. A területi különbségek mérséklődése, avagy a dinamikus szintentartás; MTA Politikai Tudományok Intézete, Bp., 2008
- Pályakép a szociológia sodrásában; Belvedere Meridionale, Szeged, 2017